# Wald-Schaumkraut
Das Wald-Schaumkraut (Cardamine flexuosa) ist eine Pflanzenart aus der Gattung der Schaumkräuter (Cardamine) in der Familie der Kreuzblütler (Brassicaceae). Es kommt in Mitteleuropa zerstreut bis gebietsweise verbreitet vor.

## Beschreibung
Die meist einjährige, seltener auch zweijährige krautige Pflanze erreicht eine Wuchshöhe von etwa 10 bis 50 cm. Sie wächst aufrecht bis aufsteigend und treibt oft mehrere Stängel aus. Am Grunde ist sie etwas abstehend behaart, besitzt meist vier bis zehn Stängelblätter und eine bis zur Blüte erhalten bleibende Blattrosette. Die Laubblätter sind unpaarig gefiedert und besitzen meist drei bis sechs Paar Fiedern. Diese sind in der Regel deutlich gestielt. Die unteren sind meist breit eiförmig bis rundlich und oft undeutlich und asymmetrisch lappig und stumpfzähnig oder ganzrandig. Die oberen sind insgesamt schmaler, etwa 3 bis 20 mm lang mit einer etwas größeren Endfieder und auf der Oberseite oft zerstreut behaart.
Die Blüten befinden sich zu 6 bis 25 in Trauben. Die Kelchblätter sind 1,3 bis 2,5 mm lang, elliptisch, grünlich gefärbt und weiß hautrandig. Die Kronblätter sind weiß, 2,5 bis 4 mm lang und spatelförmig. Die Blüten besitzen meist sechs Staubblätter. Die Schoten sind etwa 14 bis 25 mm lang, 1 bis 1,7 mm breit und sitzen auf 4 bis 13 mm langen, aufrecht abstehenden, oft etwas gebogenen Stielen. Nicht selten wachsen diese daher fast parallel zum Stängel.
Die Blütezeit reicht vorwiegend von April bis Juni, gelegentlich auch im Herbst.
Die Chromosomenzahl beträgt 2n = 16 oder 32.

## Vorkommen

### Allgemeine Verbreitung

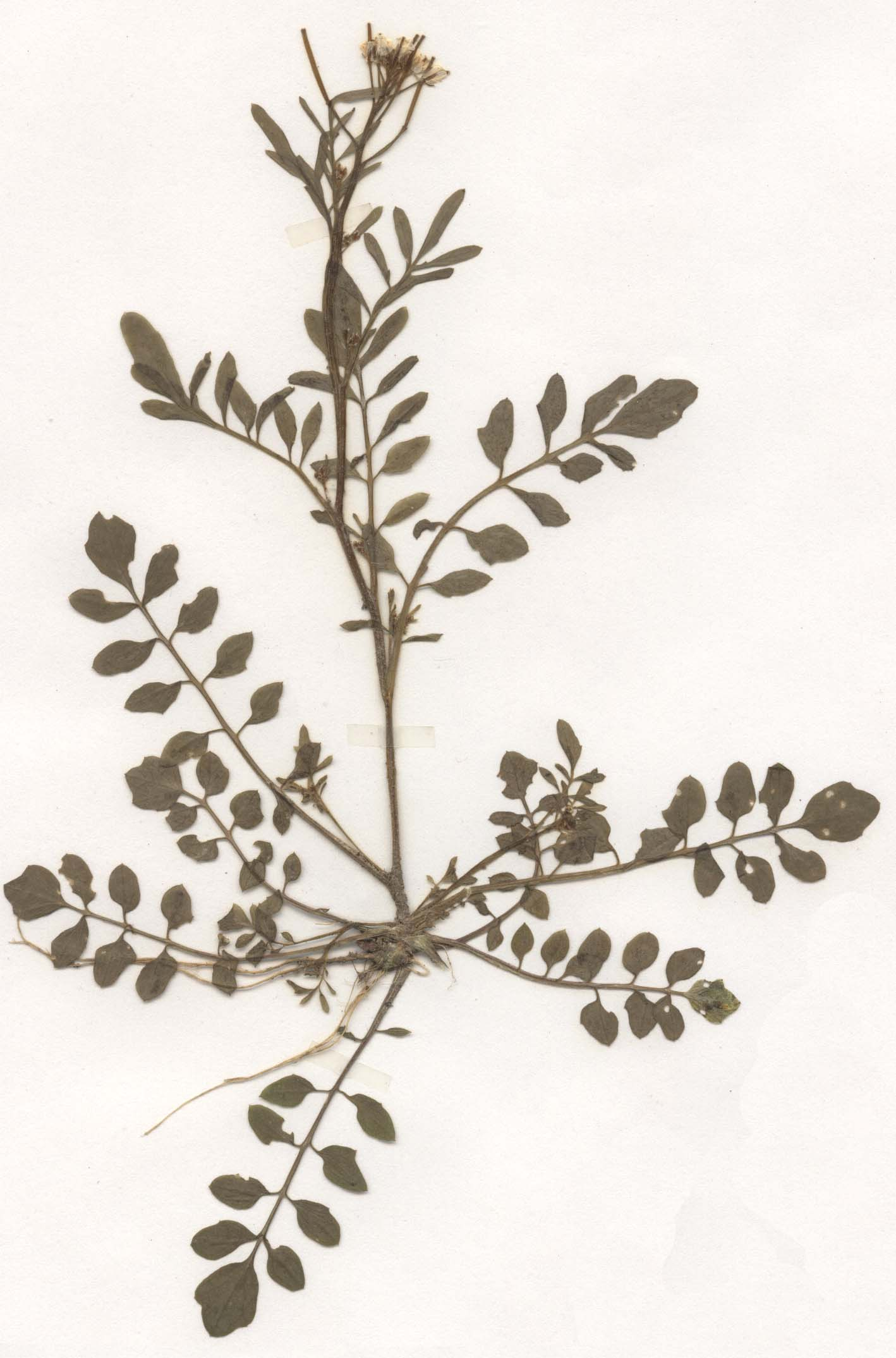
Wald-Schaumkraut (Herbarbeleg)

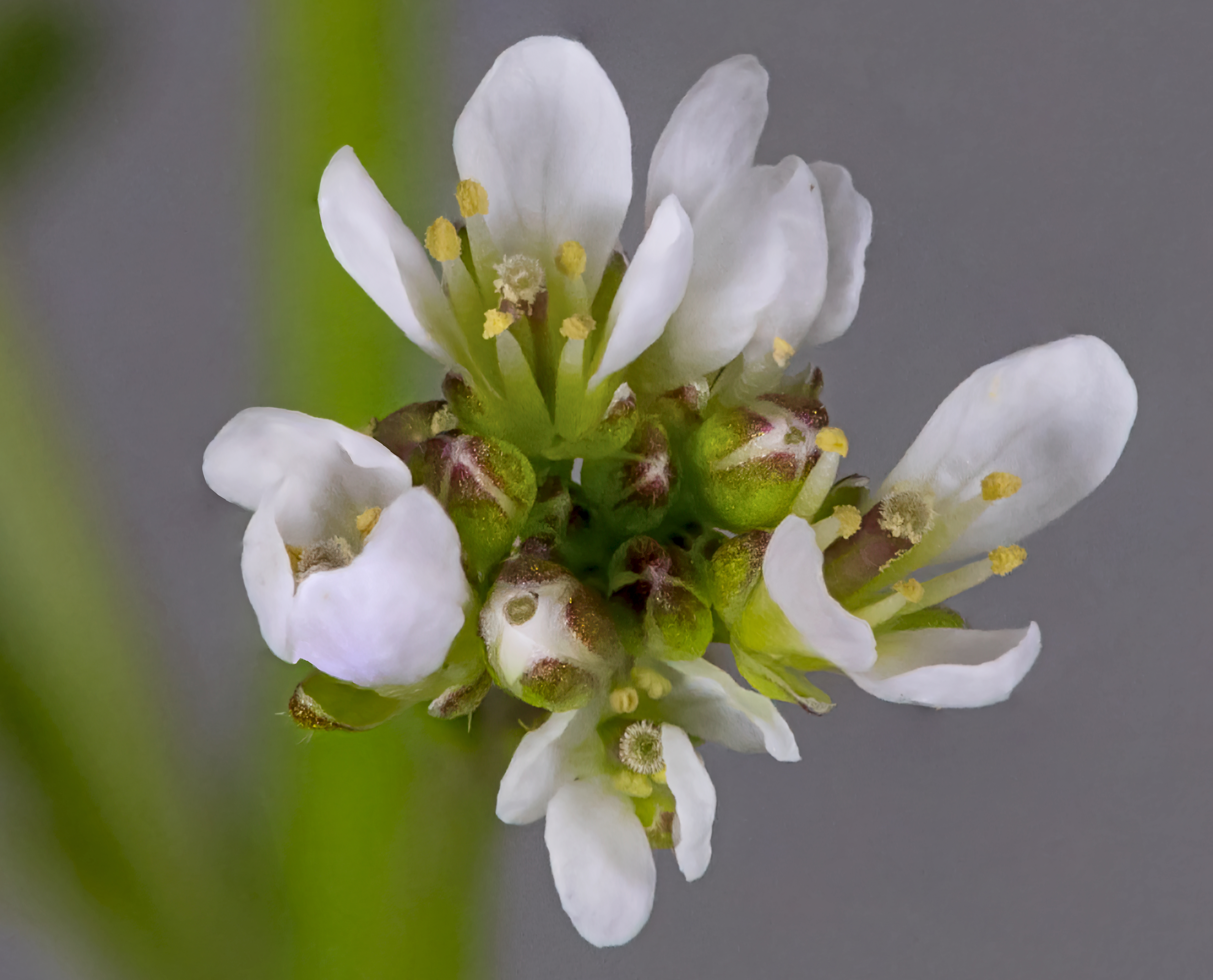
Blütenstand

Cardamine flexuosa kommt in ganz Europa, Asien und in Nordost-Amerika vor. Es ist ein eurasisch-subozeanisches Florenelement.

### Verbreitung in Mitteleuropa
Das Wald-Schaumkraut kommt in Deutschland zerstreut bis ziemlich verbreitet vor. Nur in Ostdeutschland ist es selten anzutreffen. In den Allgäuer Alpen steigt es am Südhang des Kegelkopfs in Bayern bis zu 1900 m Meereshöhe auf. In Österreich und der Schweiz ist diese Art zerstreut bis häufig. Im Gesamtgebiet der Alpen steigt die Art bis 1950 Meter Meereshöhe auf.

### Standortansprüche
Das Wald-Schaumkraut wächst in Buchen-Mischwaldgesellschaften und in Quellfluren. Es bevorzugt feuchte, nährstoffreiche, stickstoffhaltige, kalkarme und oft tonige Böden. Im Alpenraum findet es sein Optimum in Gesellschaften der Klasse Montio-Cardaminetea, in Mitteleuropa in Gesellschaften des Verbands Cardamino-Montion.
Die ökologischen Zeigerwerte nach Landolt et al. 2010 sind in der Schweiz: Feuchtezahl F = 4w (sehr feucht aber mäßig wechselnd), Lichtzahl L = 3 (halbschattig), Reaktionszahl R = 3 (schwach sauer bis neutral), Temperaturzahl T = 3+ (unter-montan und ober-kollin), Nährstoffzahl N = 4 (nährstoffreich), Kontinentalitätszahl K = 2 (subozeanisch).